# Neißemünde
Neißemünde is een gemeente in de Duitse deelstaat Brandenburg, en maakt deel uit van de Landkreis Oder-Spree.
Neißemünde telt 1.619 inwoners.

## Demografie
- Ontwikkeling van de bevolking sinds 1875 binnen de huidige grenzen (blauwe lijn: Bevolking; stippellijn: Vergelijking van de ontwikkeling van de bevolking van de deelstaat Brandenburg, Grijze achtergrond: tijdens de nazi-regering, Rode achtergrond: tijdens de communistische regering)

| Jaar | Inwoners |
| ---- | -------- |
| 1875 | 2 719    |
| 1890 | 2 691    |
| 1910 | 2 459    |
| 1925 | 2 515    |
| 1933 | 2 570    |
| 1939 | 2 474    |
| 1946 | 3 555    |
| 1950 | 3 644    |
| 1964 | 2 842    |
| 1971 | 2 569    |

| Jaar | Inwoners |
| ---- | -------- |
| 1981 | 2 046    |
| 1985 | 2 007    |
| 1989 | 1 918    |
| 1990 | 1 874    |
| 1991 | 1 842    |
| 1992 | 1 817    |
| 1993 | 1 811    |
| 1994 | 1 809    |
| 1995 | 1 843    |
| 1996 | 1 854    |

| Jaar | Inwoners |
| ---- | -------- |
| 1997 | 1 909    |
| 1998 | 1 925    |
| 1999 | 1 896    |
| 2000 | 1 917    |
| 2001 | 1 903    |
| 2002 | 1 912    |
| 2003 | 1 890    |
| 2004 | 1 880    |
| 2005 | 1 884    |
| 2006 | 1 868    |

| Jaar | Inwoners |
| ---- | -------- |
| 2007 | 1 840    |
| 2008 | 1 807    |
| 2009 | 1 795    |
| 2010 | 1 761    |
| 2011 | 1 747    |
| 2012 | 1 728    |
| 2013 |          |

Gegevensbronnen worden beschreven in de Wikimedia Commons..
Bad Saarow ·
Beeskow ·
Berkenbrück ·
Briesen (Mark) ·
Brieskow-Finkenheerd ·
Diensdorf-Radlow ·
Eisenhüttenstadt ·
Erkner ·
Friedland ·
Fürstenwalde/Spree ·
Gosen-Neu Zittau ·
Groß Lindow ·
Grünheide ·
Grunow-Dammendorf ·
Jacobsdorf ·
Langewahl ·
Lawitz ·
Mixdorf ·
Müllrose ·
Neißemünde ·
Neuzelle ·
Ragow-Merz ·
Rauen ·
Reichenwalde ·
Rietz-Neuendorf ·
Schlaubetal ·
Schöneiche bei Berlin ·
Siehdichum ·
Spreenhagen ·
Steinhöfel ·
Storkow ·
Tauche ·
Vogelsang ·
Wendisch Rietz ·
Wiesenau ·
Woltersdorf ·
Ziltendorf